# 标致406

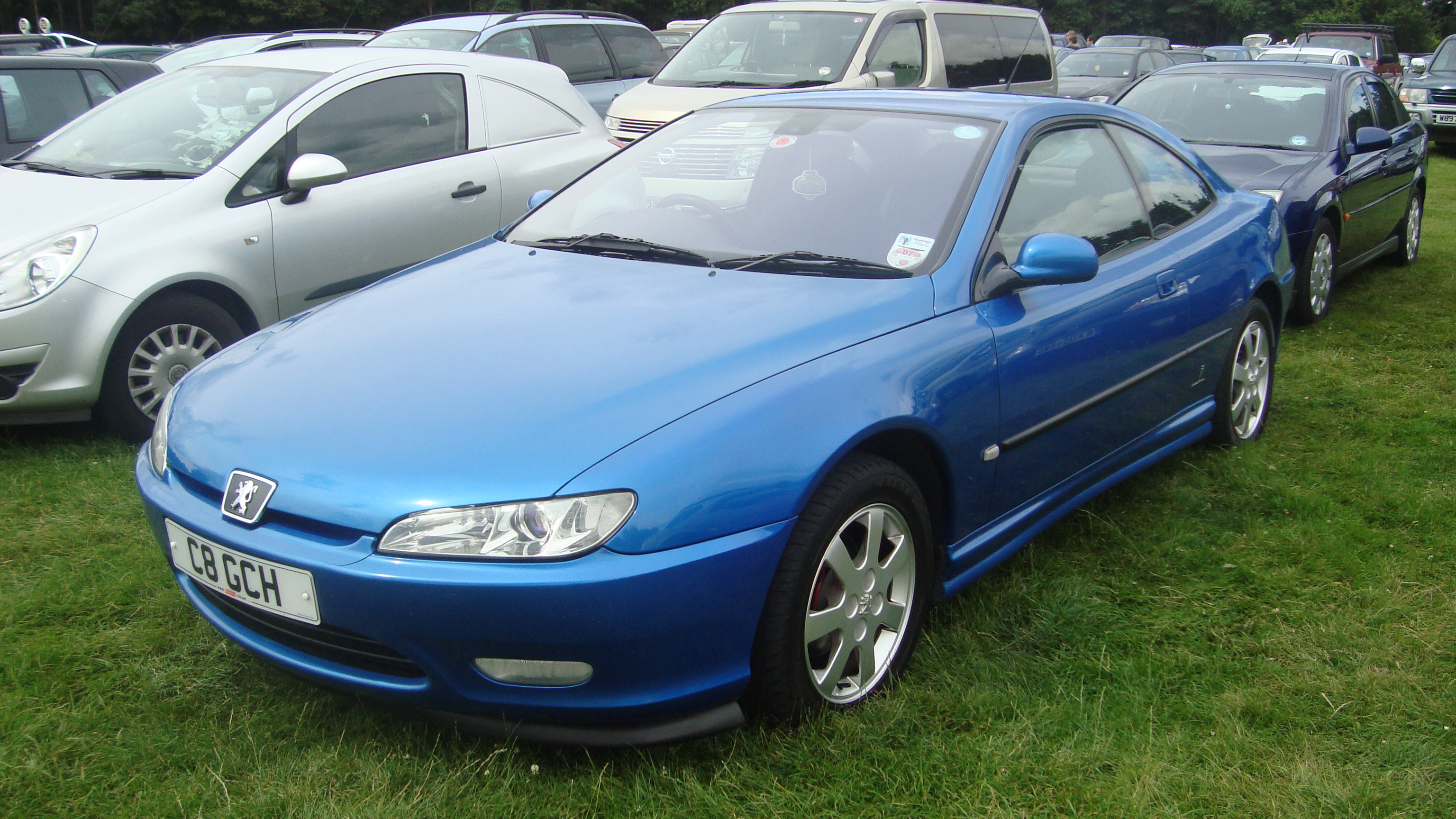
标志 406 轿跑版

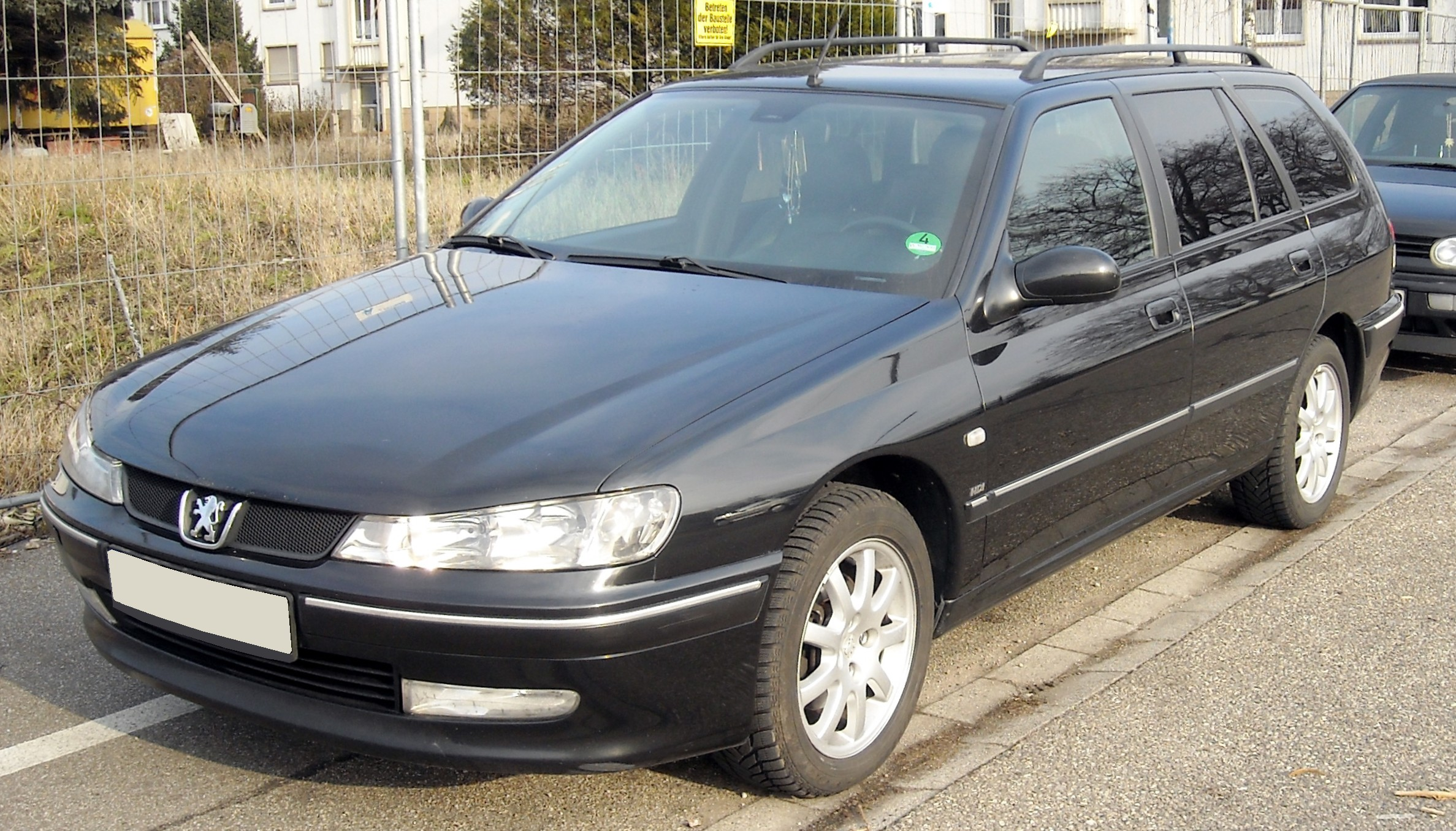
標志406旅行版

标致406是一个大的家庭用车系，由法国标致汽车与1995至2004年间制造。 该车系包括多款车型，如四门轿车、旅行车与轿跑车。并且配有多种汽油或涡轮增压柴油发动机与之配合。该车系上一代作品为标致405，继任者为标致407。 该车与雪铁龙Xantia使用了相同的平台，差别在于该车没有使用先进液压气动悬挂系统。 
该车赢得了1996年度“What Car?”汽车奖和1997年度爱尔兰年度风云汽车奖。在1996年度的欧洲年度风云车奖评比中，以微弱差距败于菲亚特Bravo/Brava。

## 电影

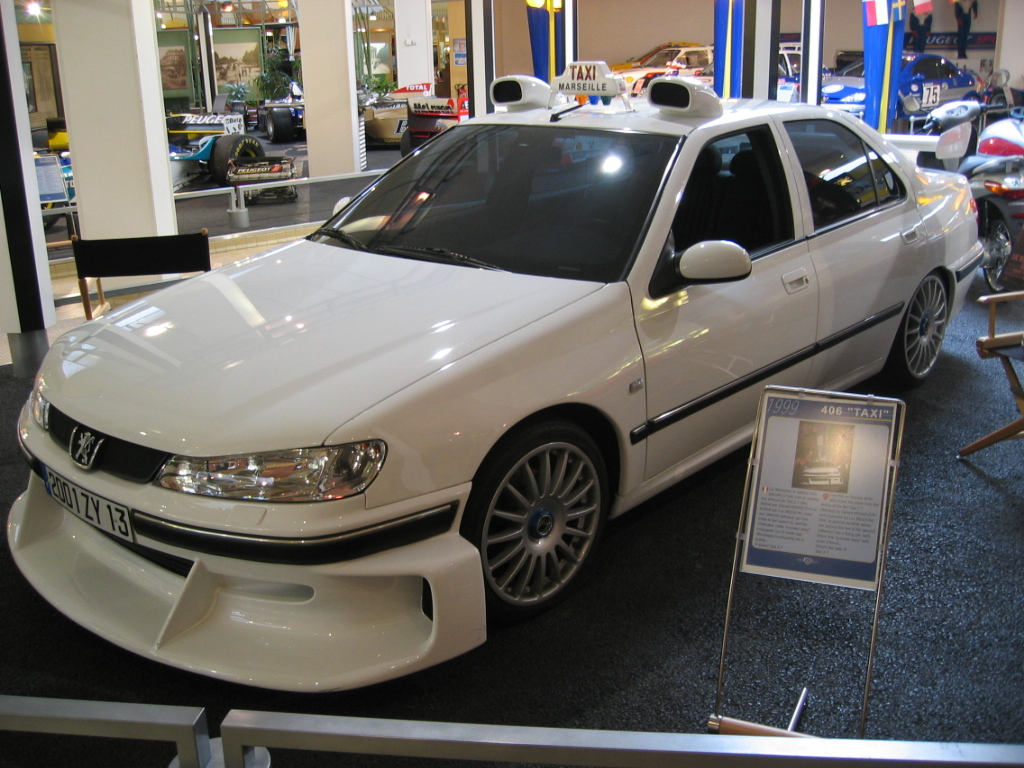
出现在法国系列电影終極殺陣中的406

406轿车被使用于在法国的終極殺陣系列电影。在的士速递1中406为了能够极大的提高速度，安装了改进的3.0 V6发动机扰流器以及弹出式前部和后部空气组件。在的士速递2中，406还配备有弹出式扰流板和水平翅膀，以帮助维持空中稳定性，例如当车“跳”过法国军队坦克（AMX-30）的时候。在影片中它是达到了306公里/小时（190迈）的最高速度。在的士速递3中，速度进一步提升至406公里/小时，并能够在寒冷地区行驶。在的士速递4采用了407来代替演出，并增加了更多小工具和弹出式扰流板。
1998年，一辆406参与了冷血悍将的演出。该车载着罗伯特·德尼罗和让·雷诺参加了电影最后部分在巴黎街头的汽车追逐战。
406轿跑车参加了2002年的法国电影Le Boulet，该车是穿越巴黎警察封锁的主要交通工具。